# Lambula castanea
Lambula castanea là một loài bướm đêm thuộc phân họ Arctiinae, họ Erebidae.